# Parcours de sortie de la prostitution
Le parcours de sortie de la prostitution (souvent abrégé PSP) est institué en France par la loi du 13 avril 2016. Cette loi a pour objectif de  « renforcer la lutte contre le système prostitutionnel et [d'accompagner] les personnes prostituées » en proposant des « alternatives à la prostitution ».

## Fonctionnement
Le parcours propose aux personnes bénéficiaires une allocation de 330 euros par mois pendant maximum 3 ans, un accompagnement socioprofessionnel (cours de français par exemple) ainsi qu'un titre de séjour provisoire de 6 mois, renouvelable 3 fois. Ce titre de séjour peut s'obtenir sans devoir dénoncer une tierce personne faisant pression sur la personne concernée par le dispositif, notamment lorsque cette dernière est d'origine étrangère. À l'origine, ce parcours proposait aussi une aide pour accéder à un logement social ou une place en foyer,,. Un accompagnement sur le plan médical (santé physique et mentale) est aussi envisagé.
Le parcours de sortie de la prostitution est proposé pour une durée de 2 ans maximum aux bénéficiaires, compte tenu du respect de certaines conditions, notamment l'arrêt complet de toute activité de prostitution,. Le suivi des personnes est matérialisé par un document qu'elles doivent régulièrement faire remplir.
Selon l'Amicale du Nid, une association qui milite pour l'abolition de la prostitution, cette loi est importante pour les droits des personnes prostituées puisqu'elle permet de les considérer comme des victimes et non comme des personnes délinquantes. Cette loi permet aussi de passer de la condamnation du racolage à celle des clients,.

## Critiques et controverses
Trois ans après la mise en place du PSP, différentes critiques sont émises par la presse et certaines associations de lutte contre la prostitution.  
Tout d'abord, le budget alloué à l'aide financière proposée, nommée Afis (aide financière à l'insertion sociale et professionnelle), a fortement diminué entre l'année de vote de la loi et les années suivantes. Il est  « amputé de 25 % » entre 2017 et 2018, atteignant alors 2,12 millions d'euros ; puis passe à 1,98 million d'euros pour l'année 2019. Le Secrétariat d'État chargé de l'Égalité entre les femmes et les hommes, parle d'un « redimensionnement » du dispositif, dû à une faible demande de la part des personnes prostituées. Selon les associations impliquées dans la protection des personnes prostituées, cette baisse menace l'efficacité du dispositif, puisque l'Afis permettait aux personnes bénéficiaires de retrouver une certaine autonomie en attendant de trouver un emploi. Ainsi, Laura Cavoleau, chargée de mission pour le Mouvement du Nid en Eure-et-Loir, parle « d'un grave recul ». Dans le même sens, Hélène de Rugy, présidente de l'Amicale du Nid déclare que « ce budget se réduit comme peau de chagrin. Or, de plus en plus de personnes veulent s'inscrire dans ce parcours. Elles ne voyaient pas de solution à leur condition et ce parcours leur donne enfin un espoir ». Cette baisse de moyens alloués à ce dispositif est également critiquée par l'association de lutte contre le sida, AIDES, qui parle de ressources « amputées de moitié, quand le gouvernement annonçait en 2013 un effort dédié de 20 millions d'euros par an »,. L'ONG dénonce alors les « effets délétères de la loi », conduisant à un isolement des travailleurs-ses du sexe et à une augmentation de leur précarité.  
Un article de Libération montre également que peu de personnes ont pu bénéficier du dispositif parce que certaines préfectures ont refusé de délivrer des autorisations provisoires de séjour. Ainsi, seules 183 personnes ont bénéficié de ce parcours entre 2016 et 2019,. L'article dénonce « un maigre bilan au vu du nombre de personnes prostituées sans papiers pouvant potentiellement bénéficier du programme ». En effet, selon l'OCRTEH, leur nombre s'élèverait à environ 30 000 en France,. Dans un rapport daté de 2018, deux chercheurs ont montré que « bien que la loi prévoie la délivrance d’une autorisation provisoire de séjour, il est apparu dans les entretiens qu’il y avait une tension forte entre la logique de lutte contre l’immigration irrégulière et celle de l’accompagnement des personnes voulant arrêter le travail du sexe », ce qui pourrait expliquer la réticence de certaines circonscriptions.  
Les démarches pour accéder à cet ensemble d'aides pour sortir de la prostitution sont également dénoncées par plusieurs associations, notamment le Mouvement du Nid et Grisélidis, qui parlent de « dossier [...] plus que béton » et  « [d'une] liste interminable de preuves matérielles » à fournir pour voir sa demande acceptée.